# Lessja Zurenko
Lessja Wiktoriwna Zurenko (ukrainisch Леся Вікторівна Цуренко, engl. Transkription Lesia Tsurenko; * 30. Mai 1989 in Wolodymyrez, Ukrainische SSR, UdSSR) ist eine ukrainische Tennisspielerin.

## Karriere
Im Alter von sechs Jahren begann Zurenko mit dem Tennissport. Mit 17 zog sie nach Kiew, wo sie drei Semester Sport (für ein Lehramt) studierte. 2007 wurde sie Tennisprofi.
2008 gewann sie zwei Einzel- und drei Doppeltitel auf dem ITF Women’s Circuit. 2010 gewann sie das ITF-Turnier in Minsk, 2011 folgten weitere Einzeltitel in Tiflis, Istanbul und Bratislava. Im Doppel kamen 2009 drei und 2010 zwei weitere ITF-Turniersiege hinzu.
Nach ihrem Einzug ins Halbfinale beim WTA-Turnier in Brisbane zu Beginn des Jahres 2013, wo sie Anastassja Pawljutschenkowa in drei Sätzen unterlag, stand Zurenko erstmals in den Top 100 der Weltrangliste. Mit dem Einzug in die dritte Runde bei den anschließenden Australian Open feierte sie ihr bis dahin bestes Abschneiden bei einem Grand-Slam-Turnier. Bei den US Open stand sie 2016 dann erstmals im Achtelfinale eines solchen Turniers.
Im Juli 2015 gelang ihr in Istanbul schließlich der erste Titelgewinn auf der WTA Tour, als sie Urszula Radwańska im Endspiel in zwei Sätzen besiegen konnte.
Im Juli 2017 erreichte sie mit Platz 29 der Einzelweltrangliste ihr bislang bestes Ranking. 2018 erreichte sie bei den US Open 2018 zum ersten Mal in ihrer Karriere ein Viertelfinale eines Grand Slams im Dameneinzel.
Seit 2011 spielt Zurenko für die ukrainische Fed-Cup-Mannschaft. Sie gewann zehn ihrer bislang 21 Fed-Cup-Partien im Einzel und drei ihrer fünf Doppelpartien.

## Turniersiege

### Einzel
| Nr. | Datum              | Turnier    | Kategorie         | Belag             | Finalgegnerin       | Ergebnis       |
| --- | ------------------ | ---------- | ----------------- | ----------------- | ------------------- | -------------- |
| 1.  | 4. Mai 2008        | Adana      | ITF $10.000       | Sand              | Vivian Segnini      | 4:6, 6:1, 6:1  |
| 2.  | 19. Oktober 2008   | Charkiw    | ITF $10.000       | Teppich (Halle)   | Elina Gassanowa     | 6:3, 6:1       |
| 3.  | 14. November 2010  | Minsk      | ITF $25.000       | Hartplatz (Halle) | Richèl Hogenkamp    | 6:3, 6:2       |
| 4.  | 25. September 2011 | Tiflis     | ITF $25.000       | Sand              | Réka Luca Jani      | 7:63, 6:3      |
| 5.  | 6. November 2011   | Istanbul   | ITF $25.000       | Hartplatz (Halle) | Irina Chromatschowa | 6:1, 7:5       |
| 6.  | 20. November 2011  | Bratislava | ITF $25.000       | Hartplatz (Halle) | Karolína Plíšková   | 7:5, 6:3       |
| 7.  | 26. Juli 2015      | Istanbul   | WTA International | Hartplatz         | Urszula Radwańska   | 7:5, 6:1       |
| 8.  | 24. September 2016 | Guangzhou  | WTA International | Hartplatz         | Jelena Janković     | 6:4, 3:6, 6:4  |
| 9.  | 5. März 2017       | Acapulco   | WTA International | Hartplatz         | Kristina Mladenovic | 6:1, 7:5       |
| 10. | 4. März 2018       | Acapulco   | WTA International | Hartplatz         | Stefanie Vögele     | 5:7, 7:62, 6:2 |

### Doppel
| Nr. | Datum              | Turnier             | Kategorie      | Belag             | Partnerin               | Finalgegnerinnen                           | Ergebnis          |
| --- | ------------------ | ------------------- | -------------- | ----------------- | ----------------------- | ------------------------------------------ | ----------------- |
| 1.  | 6. September 2008  | Alphen aan den Rijn | ITF $25.000    | Sand              | Florencia Molinero      | Darija Jurak Vojislava Lukić               | 4:6, 7:5, [10:7]  |
| 2.  | 20. September 2008 | Qarshi              | ITF $25.000    | Hartplatz         | Ima Bohusch             | Albina Xabibulina Aleksandra Kolesnichenko | 6:3, 6:1          |
| 3.  | 25. Oktober 2008   | Podolsk             | ITF $50.000    | Teppich (Halle)   | Anastasia Poltoratskaya | Ima Bohusch Darja Kustawa                  | 7:67, 1:6, [10:3] |
| 4.  | 4. April 2009      | Chanty-Mansijsk     | ITF $50.000    | Teppich (Halle)   | Ksenia Milevskaya       | Oksana Kalaschnikowa Walerija Sawinych     | 6:2, 6:3          |
| 5.  | 2. Mai 2009        | Johannesburg        | ITF $100.000+H | Hartplatz         | Naomi Cavaday           | Kristína Kučová Anastasija Sevastova       | 6:2, 2:6, [11:9]  |
| 6.  | 23. Mai 2009       | Charkiw             | ITF $25.000    | Sand              | Ksenia Milevskaya       | Ljudmyla Kitschenok Nadija Kitschenok      | 6:4, 6:4          |
| 7.  | 13. Februar 2010   | Stockholm           | ITF $25.000    | Hartplatz (Halle) | Ksenia Milevskaya       | Nikola Hofmanova Yvonne Meusburger         | 6:4, 7:5          |
| 8.  | 14. August 2010    | Kasan               | ITF $50.000    | Hartplatz         | Kazjaryna Dsehalewitsch | Albina Xabibulina Xenija Palkina           | 6:2, 6:3          |

## Abschneiden bei Grand-Slam-Turnieren

### Einzel
| Turnier         | 2010 | 2011 | 2012 | 2013 | 2014 | 2015 | 2016 | 2017 | 2018 | 2019 | 2020 | 2021 | 2022 | 2023 | 2024 | Karriere |
| --------------- | ---- | ---- | ---- | ---- | ---- | ---- | ---- | ---- | ---- | ---- | ---- | ---- | ---- | ---- | ---- | -------- |
| Australian Open | —    | 2    | 2    | 3    | 1    | 1    | 1    | 1    | 2    | 2    | 1    | Q3   | 1    | 1    | 3    | 3        |
| French Open     | Q2   | Q1   | 1    | 1    | Q2   | 1    | 1    | 3    | AF   | 3    | Q1   | Q2   | 1    | AF   | 1    | AF       |
| Wimbledon       | Q1   | 1    | 1    | 2    | 2    | 2    | 1    | 3    | 2    | 1    |      | Q3   | 3    | AF   | 1    | AF       |
| US Open         | Q1   | Q1   | 1    | 1    | 1    | 2    | AF   | 1    | VF   | —    | —    | Q2   | 1    | 2    | 1    | VF       |

Zeichenerklärung: S = Turniersieg; F, HF, VF, AF = Einzug ins Finale / Halbfinale / Viertelfinale / Achtelfinale; 1, 2, 3 = Ausscheiden in der 1. / 2. / 3. Hauptrunde; Q1, Q2, Q3 = Ausscheiden in der 1. / 2. / 3. Qualifikationsrunde; nicht ausgetragen

### Doppel
| Turnier         | 2012 | 2013 | 2014 | 2015 | 2016 | 2017 | 2018 | 2019 | Karriere |
| --------------- | ---- | ---- | ---- | ---- | ---- | ---- | ---- | ---- | -------- |
| Australian Open | —    | —    | 1    | —    | —    | —    | —    | —    | 1        |
| French Open     | 1    | 1    | —    | 1    | —    | 1    | 1    | —    | 1        |
| Wimbledon       | —    | —    | —    | —    | 1    | AF   | —    | 2    | AF       |
| US Open         | —    | —    | —    | 2    | —    | —    | —    | —    | 2        |